# Liste der Ramsar-Gebiete in Bangladesch
Ramsar-Gebiete in Bangladesch sind nach der 1971 geschlossenen Ramsar-Konvention geschützte Feuchtgebiete in Bangladesch. Diese sind von internationaler Bedeutung, nach der Absicht des internationalen völkerrechtlichen Vertrags insbesondere als Lebensraum für Wasser- und Watvögel. In Bangladesch sind zwei Ramsar-Gebiete mit einer Gesamtfläche von 611.200 Hektar ausgewiesen.

## Liste der Ramsar-Gebiete
| Name des Gebiets           | Bild           | Region             | Lage                     | Ramsar-Gebietsnummer | Größe in Hektar | Ausweisungs- Datum | Anmerkungen |
| -------------------------- | -------------- | ------------------ | ------------------------ | -------------------- | --------------- | ------------------ | --- |
| Sundarbans Reserved Forest | weitere Bilder | Division Khulna    | 22,03306° N, 89,51667° O | 560                  | 601.700         | 21. Mai 1992       | Am Zusammenfluss der Flüsse Ganges, Brahmaputra und Meghna, die in den Golf von Bengalen fließen, durchschneiden das gesamte Gebiet und schaffen den größten zusammenhängenden Mangrovenwald der Welt. |
| Tanguar Haor               | weitere Bilder | Distrikt Sunamganj | 25,15° N, 91,06667° O    | 1.031                | 9.500           | 10. Juli 2000      | Ein Süßwasser-Feuchtgebiet im Überschwemmungsraum des Surma. |